# Israel Katz
Israel Katz (hebreu: יִשְׂרָאֵל כַּץ, Yisrael Katz‎) (Ascaló, 21 de setembre de 1955) és un polític israelià i membre de la Kenésset pel Likkud que actualment exerceix com a ministre de Defensa. Va ser membre del Gabinet de Seguretat d'Israel. Katz ha exercit anteriorment com a ministre d'Agricultura, ministre de Transports, ministre d'Intel·ligència, ministre d'Energia, ministre de Finances i dos cops ministre d'Afers Exteriors.

## Biografia
Israel Katz va néixer a Ashkelon. Els seus pares, Meir Katz i Malka ((Nira) née Deutsch), eren supervivents de l'Holocaust de la regió de Maramureș, Romania. Va ser criat al Moxav Kfar Ahim. Va ser reclutat a la Força de Defensa d'Israel el 1973 i va servir a la Brigada de Paracaigudistes com a soldat i cap d'esquadra. El 1976, va completar l'Escola de Candidats a Oficials i va tornar a la Brigada de Paracaigudistes com a cap de secció. Després de la seva baixa el 1977, va estudiar a la Universitat Hebrea de Jerusalem i es va graduar amb una llicenciatura i un màster. A principis dels anys vuitanta va ser el president del sindicat d'estudiants. El març de 1981, va ser suspès durant un any per la seva participació en una protesta contra la violència àrab al campus que incloïa tancar el rector, Raphael Mechoulam, a la seva habitació.
Katz està casat i té dos fills.

## Carrera política
Katz va figurar per primera vegada al 45è lloc de la llista del Likkud a les eleccions legislatives israelianes de 1992, però es va perdre quan el Likkud només va guanyar 32 escons. Katz va guanyar el 34è lloc a la llista Likkud - Gesher - Tzomet per a les eleccions de 1996, però es va perdre un lloc a la Knesset quan l'aliança només va guanyar 32 escons. No obstant això, va entrar a la Knesset el novembre de 1998 com a substitut d'Ehud Olmert. Va ser reelegit el 1999 i el 2003, i va ser nomenat ministre d'Agricultura del govern d'Ariel Sharon el 2003. Katz va abandonar el gabinet el gener de 2006 després de la divisió Likkud-Kadima, i va ser reelegit a les eleccions de 2006.
Al gener de 2004, Katz va anunciar un pla per augmentar substancialment el nombre de colons als Alts del Golan. El març de 2004, va suggerir fer un referèndum entre tots els membres registrats del Likkud, que va permetre a Ariel Sharon, amb la intenció de mobilitzar l'opinió pública per donar suport al seu pla de desvinculació de Gaza, superar l'oposició dins la convenció del Likkud, dominada pels grups de pressió dels colons israelians. Katz juntament amb Benjamin Netanyahu, Silvan Shalom i Limor Livnat van anunciar que renunciarien al govern en dues setmanes si Sharon no acceptava celebrar un referèndum nacional sobre el pla de retirada. En el mateix període, va pressionar, juntament amb l'Organització Sionista Mundial, perquè es reservessin 32 milions de dòlars per oferir incentius i subsidis als assentaments a Cisjordània.
El març de 2007, la policia d'Israel va recomanar acusar Katz d'acusació de frau i ruptura de confiança vinculada a nomenaments polítics al Ministeri d'Agricultura durant el seu mandat com a ministre. L'informe va trobar que 24 empleats estacionals del ministeri eren membres del Comitè Central del Likkud o eren fills de membres del comitè. La policia va transferir el seu material d'investigació a la fiscalia del districte central, que posteriorment es va negar a processar.
El juliol de 2011, Katz va confirmar que l'estat subvenciona els bitllets d'autobús dins dels assentaments de Cisjordània, el que fa que siguin més barats que els bitllets per als viatges dins de la Línia Verda. Segons Katz, la mesura pretenia incentivar els colons a utilitzar el transport públic protegit amb blindatge dins de Cisjordània, la qual cosa reduiria ostensiblement la despesa estatal en l'estacionament d'escortes militars i de seguretat per a vehicles privats no blindats.
Katz va ser reelegit el 2013 i va romandre ministre de Transports al nou govern. Després de col·locar-se en quart lloc a la llista del Likkud, va ser reelegit el 2015, després de la qual cosa va ser nomenat ministre d'Intel·ligència del nou govern, així com ministre de Transports restant.
Katz va ser reelegit el 2013 i va romandre ministre de Transports al nou govern. Després de col·locar-se en quart lloc a la llista del Likkud, va ser reelegit el 2015, després de la qual cosa va ser nomenat ministre d'Intel·ligència del nou govern, així com ministre de Transports restant.
El 17 de maig de 2020, Katz es va convertir en ministre de Finances quan va jurar el trenta-cinquè govern d'Israel.
L'1 de gener de 2024, Katz va assumir el paper de ministre d'Afers Exteriors per segona vegada, després de l'aprovació per part de la Knesset d'un acord de repartiment del poder que va portar a la substitució d'Eli Cohen.